# Toxonevra muliebris
Toxonevra muliebris är en prickfluga som beskrevs 1780 av Harris. Arten ingår i släktet Toxonevra och familjen Pallopteridae. Den förekommer i Europa och inga underarter finns listade i Catalogue of Life.